# Rhacophorus dugritei
Rhacophorus dugritei es una especie de anfibios que habita en China, Vietnam y, posiblemente, también en Laos y Birmania. 
Esta especie se encuentra en peligro de extinción por la pérdida de su hábitat natural.